# Muhamed Mehmedbašić
Muhamed Mehmedbašić (en serbio: Мухамед Мехмедбашић; Stolac, 1887 - Sarajevo, 29 de mayo de 1943) fue un revolucionario bosnio que participó en el asesinato del príncipe heredero austro-húngaro Francisco Fernando de Austria. Fue miembro del grupo revolucionario de la Joven Bosnia.

## Biografía
Mehmedbašić, nació en 1887 en el seno de una familia pobre serbia musulmana en Stolac en la región de Herzegovina. Su padre entonces empobrecido, formó parte de la nobleza bosnia otomana. En un viaje a Belgrado con la organización juvenil musulmana a la que pertenecía, conoció a Mustafa Golubić que influyó en sus sentimientos nacionalistas y revolucionarios.

## Asesinato de Francisco Fernando de Austria
Mientras trabajaba como carpintero, hizo amistad con Danilo Ilić, miembro de la organización revolucionara de la Joven Bosnia. Ilić era el principal organizador de la conspiración contra el gobierno austrohúngaro en Bosnia-Herzegovina.
El 28 de junio de 1914, Mehmedbašić, junto a otros jóvenes (Cvjetko Popović, Nedeljko Čabrinović, Trifko Grabež, Vaso Čubrilović y Gavrilo Princip), formó parte del comando preparado para asesinar en Sarajevo al príncipe heredero Francisco Fernando de Austria. Llegado el momento, Mehmedbašić, armado con una granada, al sentir la proximidad de un policía, no hizo uso de ella. Tras el asesinato, todos sus compañeros fueron detenidos y acusados de traición. Él, consiguió huir a Montenegro, a donde llegó el 4 de julio. Las autoridades austrohúngaras pidieron su extradición. El gobierno montenegrino lo detuvo el 12 de julio, pero escapó de la prisión dos días después. Se sospechó que el gobierno montenegrino lo ocultó y le ayudó a huir a Serbia.

## I Guerra Mundial
En Serbia, se encontró con su antiguo amigo Mustafa Golubić, con quien se unió a un destacamento chetnik que luchó en la I Guerra Mundial y también entrenó a jóvenes voluntarios bosnios.
En 1916, fue acusado de participar en el complot para matar al regente serbio Alexander. Fue detenido y sentenciado a 15 años de prisión. Su pena fue conmutada y obtuvo la libertad en 1919. Al acabar la guerra volvió a Sarajevo. Murió asesinado durante la II Guerra Mundial, el 29 de mayo de 1943 por la Ustacha. Fue enterrado en las afueras de Sarajevo. En 1953, la Corte Suprema de Serbia, reabrió el caso y fue rehabilitado.